# Джаннати, Ахмад

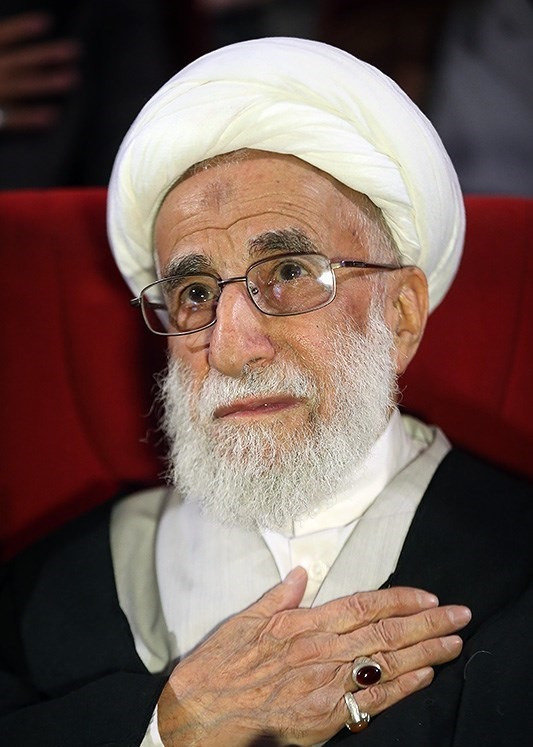
Аятолла Ахмад Джаннати

Аятолла Ахмад Джаннати (перс. احمد جنتی‎, род. 23 февраля 1927 в Исфахане) — иранский политический, государственный и духовный деятель. Председатель Совета стражей конституции, ответственной за инспекцию соответствия иранского законодательства догмам ислама и за утверждение кандидатов на различных выборах. Джаннати входит в Совет с момента его основания в 1980 и возглавляет его с 1988. Кроме председательства в Совете стражей, Джаннати входит в состав Совета целесообразности,Совета экспертов  и Высший совет национальной безопасности Ирана.
Аятолла Джаннати имеет большое влияние на политику Ирана. Он часто рассматривается как духовный покровитель Ахмадинежада.